# Michael Chalupka

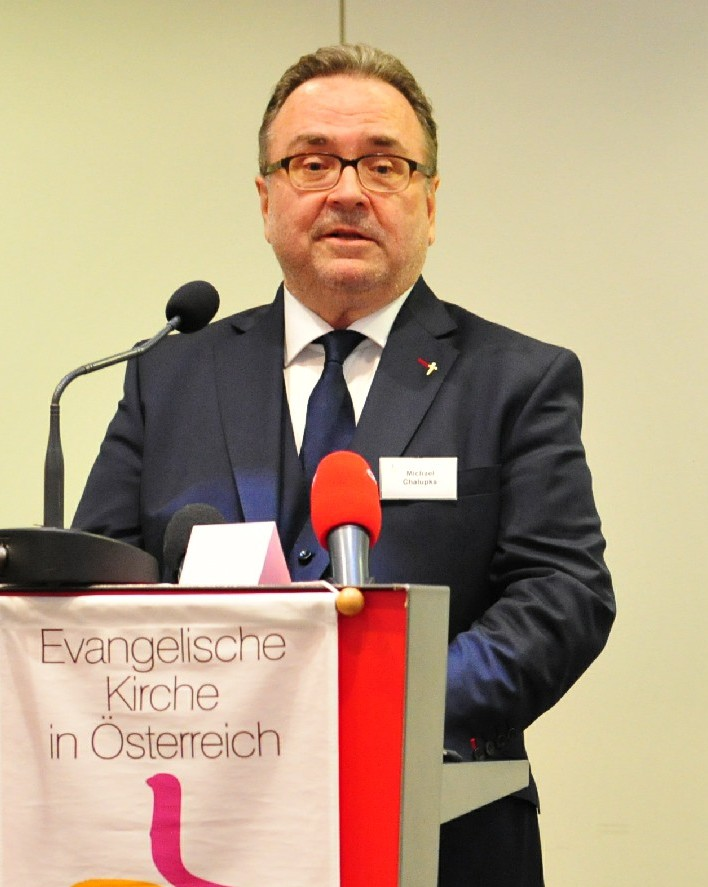
Michael Chalupka (2019)

Michael Chalupka (* 21. Juli 1960 in Graz) ist ein österreichischer evangelisch-lutherischer Theologe. Seit dem 1. September 2019 ist er Bischof der Evangelischen Kirche A.B. in Österreich.

## Leben
Chalupka studierte evangelische Theologie an den Universitäten Wien und Zürich und schloss das Studium mit dem Magister Theologiae (Mag. theol.) ab. Weitere Ausbildungen folgten in den Bereichen Erwachsenenbildung und Management von Non-Profit-Organisationen.
Chalupka war Fachinspektor für den Religionsunterricht in der Steiermark. Nach einem zweijährigen Italienaufenthalt als Studienleiter am Centro Ecumenico d’Agape in Prali (Metropolitanstadt Turin) arbeitete er von 1989 bis 1994 als evangelischer Pfarrer in Mistelbach (Niederösterreich).
Von 1994 bis 2018 war Chalupka als Direktor der Diakonie Österreich, des Sozialwerks der evangelischen Kirchen in Österreich und einer der fünf größten österreichischen Wohlfahrtsorganisationen, tätig. 1995 war Michael Chalupka Mitinitiator der Armutskonferenz. 1999 wurde er zum Vorsitzenden des Evangelischen Hilfswerks in Österreich gewählt, seit 2000 ist Michael Chalupka Präsident des Österreichischen Komitees für Soziale Arbeit (ÖKSA). 2006 wurde er Vorsitzender des Evangelischen Schulwerkes A.B. Wien.
Nach vier Amtsperioden endete seine Amtszeit als Diakonie-Direktor am 31. August 2018. Der Diakonische Rat, das Leitungsgremium der Diakonie in Österreich, hatte im September 2017 Pfarrerin Dr. Maria Katharina Moser zur neuen Direktorin der Diakonie Österreich gewählt. Für die Zeit bis zum Amtsantritt als Bischof ist Michael Chalupka einer der zwei Geschäftsführer der Diakonie-Bildung gem. GmbH.

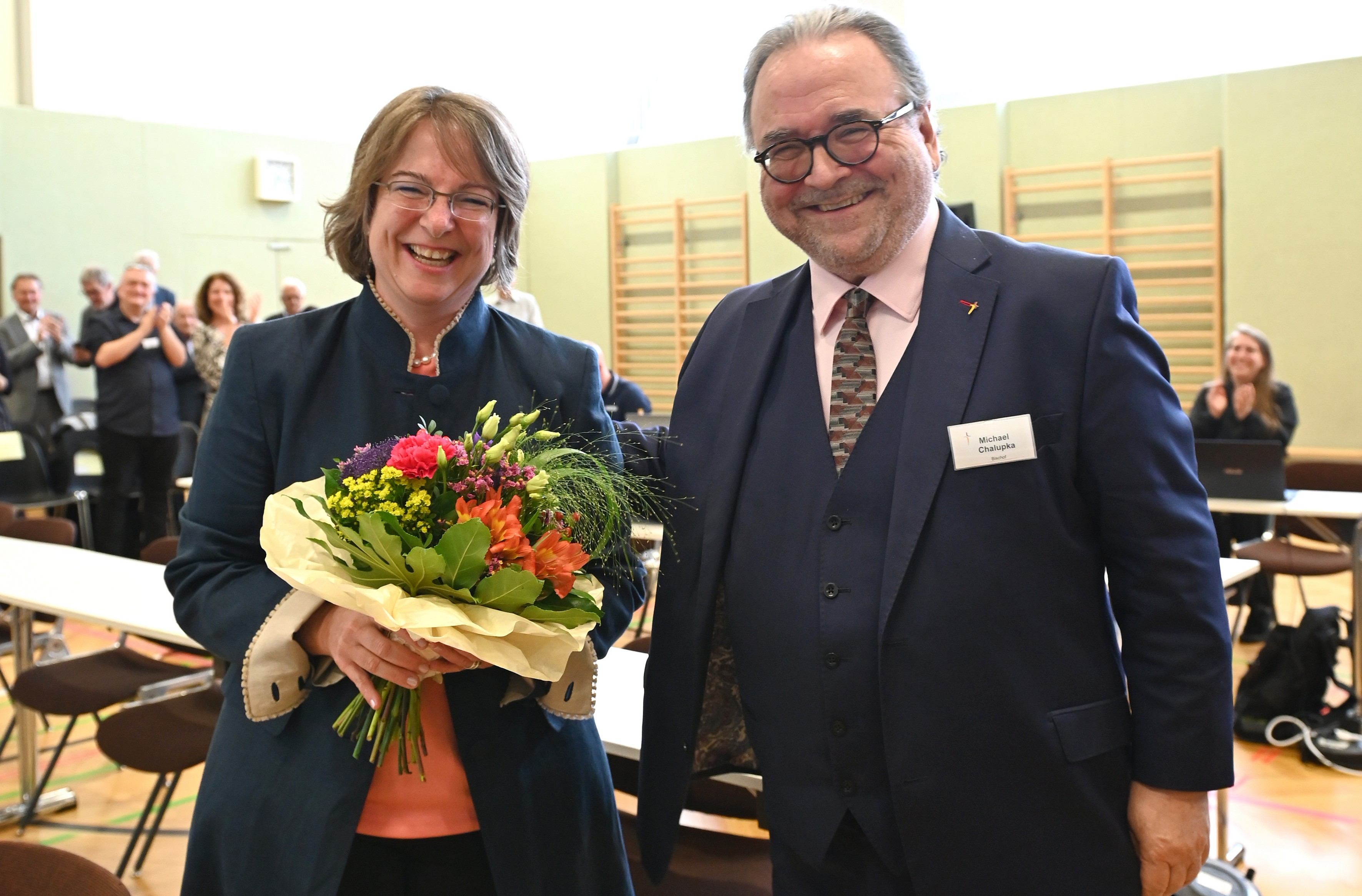
Chalupka mit seiner Nachfolgerin Cornelia Richter nach der Wahl bei der Synode 2025

Am 4. Mai 2019 wurde er von der Synode zum Bischof der Evangelischen Kirche A.B. in Österreich gewählt, am 1. September 2019 trat er die Nachfolge von Bischof Michael Bünker an und wurde von diesem am 13. Oktober 2019 ins Bischofsamt eingeführt. Am 23. Mai 2025 wurde Cornelia Richter zu seiner Nachfolgerin gewählt. Chalupka tritt am 31. Dezember 2025 in den Ruhestand über.
Chalupka ist verheiratet und hat eine Tochter.

## Publikationen
- 2010: Protestantische Demonstrationen: Kommentare zu Alltag und Politik aus evangelischer Sicht. Klagenfurt, Wieser-Verlag 2010. ISBN 978-3-85129-919-9

## Auszeichnungen
- 2006: Großes Ehrenzeichen für Verdienste um die Republik Österreich[10]
- 2012: Goldenes Ehrenzeichen für Verdienste um das Land Wien
- 2022: Großes Goldenes Ehrenzeichen des Landes Steiermark mit dem Stern[11]
- 2024: Großes Goldenes Ehrenzeichen mit dem Stern für Verdienste um die Republik Österreich[12]